# Schoppen

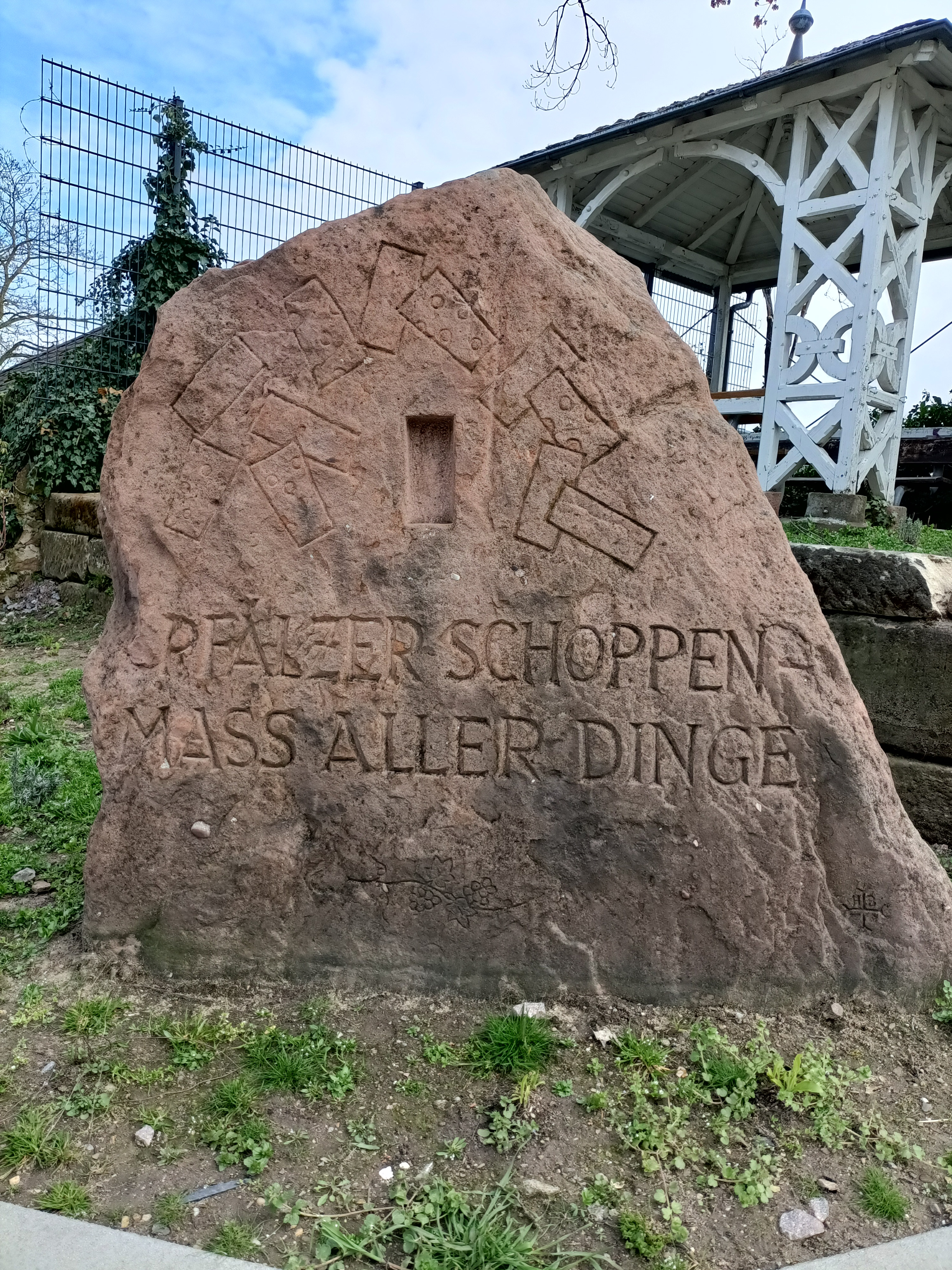
Schoppendenkmal in Maikammer mit der Inschrift „PFÄLZER SCHOPPEN – MASS ALLER DINGE“

Ein Schoppen – zuerst ein niederdeutsches Wort, das ins Französische entlehnt und von dort ins Oberdeutsche rückentlehnt worden und verwandt mit schöpfen ist – ist ursprünglich ein Gefäß für Flüssigkeiten, später ein Hohl- bzw. Raummaß für Getränke.

## Historisches Hohlmaß
Traditionell ist ein Schoppen die Hälfte einer Pinte oder ein Viertel einer Maß.
Der französische Schoppen (la chopine, chaupine, chopaine) entsprach 476,073 Milliliter (= 1⁄72 Kubik-Königsfuß), sonst meist 1⁄100 bis 1⁄120 normale Kubikfuß und damit zwischen einem Viertel- und einem halben Liter.
Im deutschsprachigen Raum umfasste der Schoppen im 19. Jahrhundert in Baden und der Schweiz 0,375 Liter, in Württemberg 0,459 Liter und in der Pfalz 0,564 Liter. Vor der von Napoleon veranlassten, im Frühjahr 1812 durchgeführten Vereinheitlichung der Maße in den Staaten des Rheinbunds, entsprach der Schoppen 0,7 Liter. In der Stadt Rastatt hatte der Schoppen im Jahr 1615 noch 2,3 Liter, was damals eines der größten Weinmaße in Deutschland war.
Mit der Norddeutschen Maß- und Gewichtsordnung, die 1872 im ganzen Deutschen Reich in Kraft trat, galt bis 1884 der Schoppen als offizielle Bezeichnung für 0,5 Liter. In der Schweiz war der Schoppen (0,375 l) bis 1877 amtlich.

## Heutiger Gebrauch
In der Schankwirtschaft ging – wie bei der Maß – die Bedeutung im Laufe der Zeit vom Maß- oder Trinkgefäß auf das in der Regel alkoholische Getränk selbst über.
So bezeichnet ein Schoppen mancherorts je nach Region einen Viertelliter bis zu einem halben Liter Wein oder Apfelwein, ohne dass der eigentliche Inhalt – also der Wein oder Apfelwein – explizit genannt werden muss. Je nachdem, wo man seinen Schoppen bestellt, erhält man ein Glas Bier, ein Glas Apfelwein oder etwas anderes.

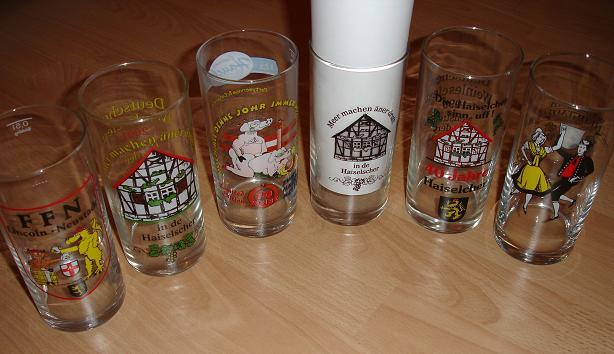
Pfälzer Schoppen

Im pfälzischen, hessischen und schwäbisch-alemannischen Sprachraum bezeichnet Schoppen heute meist einen halben Liter, regional in Hessen, Rheinhessen und Baden auch 0,3, 0,4 und 0,75 Liter einer – meist alkoholischen – Flüssigkeit. Dieser Schoppen kann in einem Schoppenglas mit zylindrischer Form und glatter Außenseite oder in der Pfalz in einem Dubbeglas in der Form eines umgekehrten Kegelstumpfes mit kreisförmigen Vertiefungen ausgeschenkt werden.
In Hessen wird neben Wein auch Apfelwein im Schoppen gereicht. Der Begriff steht synonym zum Gerippten, einem 0,25 Liter bzw. traditionell in Frankfurt 0,3 Liter fassenden Glas im Rautenschnitt. Die verschiedenen Größen dürften auf die unterschiedlichen historischen Hohlmaße in Hessen und der Freien Stadt Frankfurt zurückgehen. Demnach ist das ebenfalls anzutreffende 0,5 Liter fassende Apfelweinglas das dem traditionellen Frankfurter Schoppen-Maß von 0,448 Liter am ehesten entsprechende Maß.
Wer im fränkischen Weinland einen Schoppen bestellt, erhält einen Viertelliter Wein. Dieser wird je nach Anlass und Qualität des Weins entweder im Römer, im Henkelglas (Viertele) oder im schlichten henkellosen Standardglas (Willibecher) gereicht. Die traditionelle Flaschenform in Franken, der Bocksbeutel, fasst drei Schoppen. Umgangssprachlich bezeichnet man einen Weintrinker in Franken auch als Schoppenfetzer, im süd-, mittel- und rheinhessischen Sprachraum als Schoppenpetzer oder Schoppenstecher.
Beim Wort Kinderschoppen wurde die Maßeinheit auf das Gefäß, das die entsprechende Einheit hält, übertragen. Das erste Trinkgefäß für Kleinkinder mit einem durchbohrten Gummischnuller als Trinköffnung (Babyflasche) trägt je nach Region (z. B. in der Schweiz oder Baden-Württemberg) die Bezeichnung Schoppen, in Schwaben verniedlichend auch Schoppele. Das leere Gefäß wird auch als Schoppenflasche bezeichnet.